# Dyspessa derbendi
Dyspessa derbendi is een vlinder uit de familie van de houtboorders (Cossidae). De wetenschappelijke naam van deze soort is voor het eerst voorgesteld als Dyspessa elbursensis derbendi door Franz Daniel in een publicatie uit 1964. De soort is vernoemd naar de plaats (Darband bij Teheran) waar de eerste specimen van deze soort is gevonden.
De soort komt voor in Iran.